# Johann Philipp Jeningen
Johann Philipp Jeningen, SJ (5. ledna 1642, Eichstätt – 8. února 1704, Ellwangen) byl německý římskokatolický kněz, jezuita, mystik a misionář. Katolická církev jej uctívá jako blahoslaveného.

## Život
Narodil se 5. ledna 1642 v Eichstättu jako čtvrtý z 11 dětí zlatníka a starosty Nikolause Jeningena.
Studoval filosofii v Ingolstadtu a roku 1663 vstoupil do jezuitského noviciátu v Landsbergu. Byl členem Společenství křesťanského života. Po noviciátu odešel do Ingolstadtu studovat teologii a v červnu 1672 byl vysvěcen na kněze.
Po vysvěcení učil řečtinu, latinu a náboženství ve školách v Mindelheimu a Dillingenu.
Jeho touhou bylo se stát misionářem v Indii a to po vzoru svatého Františka Xaverského. Jeho nadřízení mu toto však nedovolili a působil tedy ve vyšetřování zmíněných městech a od roku 1680 v Ellwangenu. Zde si vytvořil velkou popularitu mezi mladými i starými. Jedním z důvodů byl jeho asketický život. Je známo že spal na holé podlaze.
Po dle jeho vyprávění měl časté extáze ve kterých se setkával s Ježíšem, Pannou Marii a mnoha svatými.
Zemřel 8. února 1704. Pohřben je v kostele sv. Víta v Ellwangenu.
Je znám jako "Apoštol Virngrundů" či "Apoštol Riesů".

## Proces blahořečení
Proces blahořečení byl zahájen 23. března 1945 v diecézi Rottenburg-Stuttgart, čímž obdržel titul služebník Boží. Dne 21. prosince 1989 jej papež sv. Jan Pavel II. podepsáním dekretu o jeho hrdinských ctnostech prohlásil  za ctihodného. Dne 19. června 2021 byl uznán zázrak na jeho přímluvu, potřebný pro její blahořečení.
Blahořečen pak byl dne 16. července 2022 v bazilice sv. Víta v Ellwangenu. Obřadu předsedal jménem papeže Františka kardinál Jean-Claude Hollerich.
Jeho památka je připomínána 10. června. Bývá zobrazován v kněžském oděvu.